# Pentaprisma

Funktionsschema eines Pentaprismas

Ein Pentaprisma (auch Pentagonalprisma) ist ein fünfseitiges optisches Prisma. Von den fünf Flächen werden zwei als innere Reflexionsflächen genutzt. Ein Lichtbündel wird in der Regel 90° umgelenkt. Ein- und Austrittsfläche werden vom durchtretenden Licht – wie bei einem Reflexionsprisma üblich – senkrecht getroffen, um Farbzerstreuung durch wellenlängenabhängige Brechung des Lichts zu vermeiden. Die reflektierenden Flächen sind verspiegelt, da das Licht für Totalreflexion zu steil auf sie fällt. Durch die doppelte Reflexion bleibt ein übertragenes Bild seitenrichtig.
Der allgemeine Anwendungsfall ist die Lichtumlenkung, wobei ein Bild seitenrichtig bleibt.
Ein Pentaprisma mit nicht verspiegelten Flächen kann zur Sonnenbeobachtung eingesetzt werden. An jeder reflektierenden Fläche verlassen etwa 96 % des Lichts das Prisma, so dass am Ende nur noch 0,16 % der ursprünglichen Lichtmenge (und Wärmemenge) zur Beobachtung übrig bleiben. Für visuelle Beobachtungen muss aber dennoch zusätzlich ein lichtschwächender Filter (Neutraldichtefilter oder Polarisationsfilter) vorgesetzt werden.

Funktionsschema eines Dachkant-Pentaprismas

Das Dachkant-Pentaprisma (manchmal auch irreführend verkürzt Dachkantprisma genannt) ist eine Variante des Pentaprismas, das ein aufrecht stehendes, aber seitenverkehrtes Bild erzeugt. Bei diesem wird eine Spiegelfläche durch zwei zueinander rechtwinklige Flächen ersetzt. Diese müssen nicht verspiegelt werden, da man die Totalreflexion nutzen kann.
Eine Besonderheit des Pentaprismas ist, dass der Austrittswinkel des Lichtstrahls immer 90° zum Eintrittswinkel steht. Somit ist das optische Bauteil unempfindlich gegenüber Störgrößen (Verkippen des Prismas).
Das Dachkant-Pentaprisma wird oft im Sucher von Spiegelreflexkameras eingesetzt (Pentaprismensucher). Hierbei erhält man ein seitenrichtiges und aufrechtes Bild, weil das Bild auf der Mattscheibe der Kamera aufrecht, aber seitenverkehrt zu sehen ist.
Bei Ferngläsern wird das Dachkant-Pentaprisma zum Beispiel zusammen mit einem 90° umlenkenden Halbwürfelprisma verwendet. Außer der Geradsichtigkeit wird mit Hilfe der vierten Reflexion erreicht, dass das Bild nicht spiegelverkehrt wird.